# Station Cabrera de Mar-Vilassar de Mar
Cabrera de Mar, of in zijn geheel Cabrera de Mar-Vilassar de Mar is een station van de Rodalies Barcelona. Het is gelegen in de gemeente Cabrera de Mar.
Het station en tevens het spoor grenst aan het strand. Het station is gelegen op lijn 1, of ook wel de Maresme-lijn genoemd.

## Lijnen
| Eindbestemming                          | Vorig station   | Lijn | Volgend station | Eindbestemming          |
| --------------------------------------- | --------------- | ---- | --------------- | ----------------------- |
| Molins de Rei L'Hospitalet de Llobregat | Vilassar de Mar |      | Mataró          | Mataró Maçanet-Massanes |